# Ricominciare ancora
Ricominciare ancora è un singolo della cantante italiana Arisa, pubblicato il 4 agosto 2020.

## Descrizione
Il brano, scritto da Cheope, Fabio Gargiulo, Federica Abbate, Gianclaudia Franchini e Massimo Sciannamea, segna una svolta nella carriera della cantante all'esordio con un'etichetta discografica indipendente, la Pipshow, da lei stessa fondata.
A proposito della canzone, l'artista ha dichiarato:

## Video musicale
Il videoclip del singolo, diretto da Marco Salom, è stato pubblicato il 20 agosto 2020 sul canale Vevo-YouTube della cantante.

## Tracce
Testi di Cheope e Gianclaudia Franchini, musiche di Federica Abbate, Gianclaudia Franchini, Fabio Gargiulo e Massimo Sciannamea.
1. Ricominciare ancora – 3:23